# August Merget

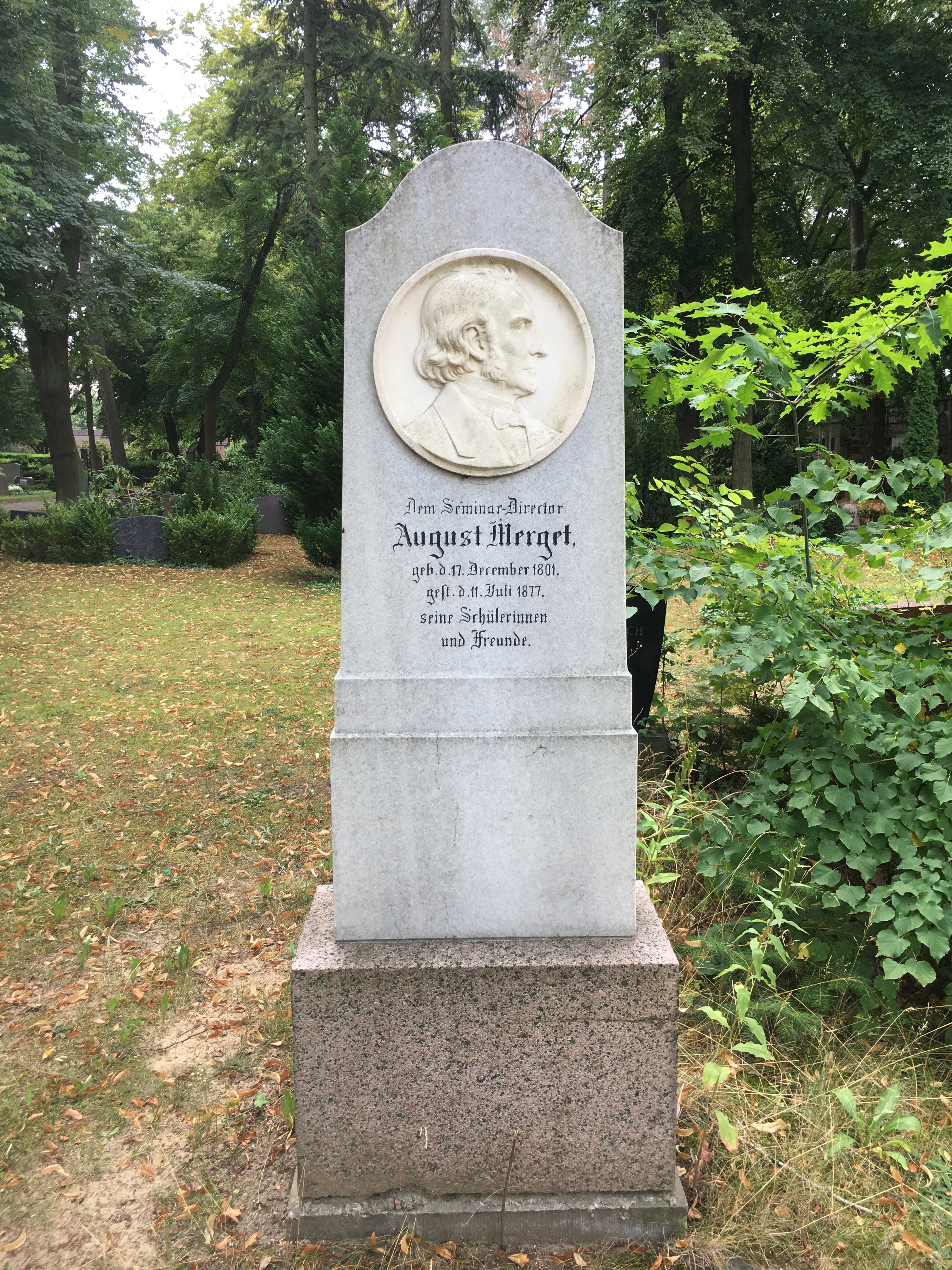
Ehrengrab mit einem Porträt-Medaillon Mergets auf der Grabstele; Domfriedhof in Berlin

August Merget (vollständiger Name Johann Friedrich August Merget; auch Adalbert Merget; * 17. Dezember 1801 in Berlin; † 11. Juli 1877) war ein deutscher Rektor und Berliner Seminarlehrer.

## Leben
August Merget war Kind reformierter Eltern, die mit ihrem Sohn als Mitglieder zur Kirchengemeinde im Berliner Dom zählten. Er besuchte zunächst die mit der Gemeinde verbundene Elementarschule unter Leitung von Hartung in der Brüderstraße und wurde auf seine Konfirmation durch den Oberhofprediger Friedrich Ehrenberg vorbereitet. Am Joachimsthalschen Gymnasium lernte er Ernst Orth kennen, jenen späteren Pastor, der nach weiteren Jahrzehnten die Leichenpredigt für Merget hielt.
Nach seinem Schulabschluss 1822 studierte August Merget Theologie an der seinerzeitigen Friedrich-Wilhelms-Universität in Berlin, an der er insbesondere die Vorlesungen und Predigten von Friedrich Schleiermacher sowie von August Neander hörte. Anschließend arbeitete Merget mehrere Jahre als Hauslehrer in Berlin sowie in der Provinz Sachsen „im Hause eines hochachtbaren Edelmannes“. In diesem Zeitraum legte er sein theologisches Examen ab und erhielt seine dann häufig gebrauchte licentia concionandi.
Nachdem Merget zunächst als Rektor an eine Elementarschule in Berlin berufen worden war, folgte er einem Ruf als Lehrer am Königlichen Seminar für Stadtschullehrer in Berlin, an der er Religionsunterricht erteilte. Am 9. Juli 1847 erteilte der preußische König Friedrich Wilhelm IV. seine Genehmigung per Kabinettsorder, dem bisherigen Lehrer August Merget „die interimistische Leitung des Seminars für Stadtschulen […] zu übertragen.“ So wurde Merget nach jahrelanger Tätigkeit am Seminar schließlich durch den preußischen Kultusminister Friedrich Eichhorn zum Leiter der Bildungseinrichtung berufen.
Nach den Revolutionen der Jahre 1848 und 1849 wurde August Merget versetzt und arbeitete ab 1850 als Direktor der Königlichen Augusta-Schule und des Lehrerinnen-Seminars, an der er dann mehr als ein Vierteljahrhundert tätig war.
In rund zwei Jahrzehnten wirkte Merget zudem als Berliner Stadtschulrat. Außerdem war er Mitglied des Verwaltungsrates der Deutschen Pestalozzi-Stiftung mit Sitz in Pankow bei Berlin.
1866 veröffentlichte Merget eine Geschichte der deutschen Jugendliteratur, die 1967 in dritter Auflage nachgedruckt wurde.
August Merget war Mitglied des Vereins für die Geschichte Berlins. In dessen Sammlung findet sich eine Carte de Visite mit einem Ganzkörper-Porträt der Königlichen Hoffotografen L. Haase & Co. aus deren Atelier in der Grosse-Friedrichs-Straße 178.
Zu den Bitternissen in Mergets Leben zählte das Begräbnis seines Sohnes und bald darauf auch der Tod seiner ersten Ehefrau. Schließlich wurde seine Sehfähigkeit auf beiden Augen mehr und mehr eingetrübt; ein Arzt konnte wohl nur „einen Schimmer“ der vormaligen Sehfähigkeit wieder herstellen. Lediglich aufgrund seines als außergewöhnlich beschriebenen Gedächtnisses konnte Merget – bezugnehmend auf das Erlernte – seine Schülerinnen weiter unterrichten. Eine davon wurde dann seine „Gehülfin“ und zweite Ehefrau, mit der er weitere Kinder hatte.
Kurz vor einer geplanten Reise nach Bad Wildungen, am Tag des für den Nachmittag geplanten Begräbnisses eines seiner Enkelkinder, starb August Merget.
Johann Friedrich August Merget erhielt ein Ehrengrab auf dem „Domfriedhof II“ in Berlin-Wedding, Müllerstraße 72/73.

## Schriften (Auswahl)
- Fest-Gesangbuch zur dritten Jubelfeier des Augsburgischen Bekenntnisses. Berlin 1830. Zu haben bei W. Martius & Comp. Koster-Straße Nr. 17
- Lebensbeschreibungen und Denkwürdigkeiten aus der allgemeinen Weltgeschichte bis zum Westphälischen Frieden. Mit 1 Kupfer. In: Der deutsche Kinderfreund, oder Sammlung sittlich und nützlich unterhaltender und belehrender Jugendschriften. Eine Familienbibliothek für alle Stände / in Verbindung mit mehreren Erziehern hrsg. von K. Vogel. Mit Kupfern und Holzschnitten, Abth. 2, Band 2. Fleischer, Leipzig 1839
- Das Leben Jesu in 55 neutestamentlichen Geschichten, ein Erbauungsbuch für die Jugend, mit Illustrationen von Theodor Hosemann. Winckelmann, Berlin [1845]
- Geistliche Gedichte für Kinder … A. Merget Director, Berlin 1852
- Über Erzieherinen, ein Wort zur Verständigung über Beruf, Ausbildung und Leistung derselben. Mit einem Anhang, enthält die Aufnahme-Bedingungen usw. Reimer, Berlin 1853
  - ... mit einem Anhange, enthaltend die Aufnahme-Bedingungen und die Ordnung der Entlassungsprüfungen bei der Königl. Bildungs-Anstalt für Lehrerinnen und Erzieherinnen zu Berlin. 2., verbesserte Auflage. 1863
- Heimathskunde von Berlin und Umgegend. Ein Lehr- und Lesebuch. Verlag der Plahn’schen Buchhandlung, Berlin 1858
  - Heimatskunde von Berlin und Umgebung. Ein Lehr- und Lesebuch … mit Rückblick auf den Schulgebrauch … 2. verbesserte, umgearbeitete Auflage. Verlag der Plahnschen Buchhandlung (Henri Sauvage), Berlin 1868
- Geschichte des Berlinischen Schullehrer-Vereins für deutsches Volksschulwesen 〈älteren Berliner Lehrer-Vereins〉. Eine Jubelschrift … von A. Merget, Director der Königlichen Lehrerinnen-Bildungsanstalt zu Berlin, Berlin: Trowitzsch, 1863
- Geschichte der deutschen Jugendliteratur / von A. Merget,
  - Hauptwerk. Plahn, Berlin 1867
  - Nachtrag. Plahn, Berlin 1873
  - zweite, sehr vervollständigte und mit einem Nachtrag über Volksschriften vermehrte Auflage, Verlag der Plahn’schen Buchhandlung Henri Sauvage, Berlin 1877; Digitalisat über Google-Bücher
- Ueber die Stellung des evangelischen Lehrers zu den jüngst hervorgetretenen theologischen Parteien in seiner Kirche. Fr. Schulze, Berlin 1868
- Bemerkungen aus der Schule über das Gesangbuch für evangelischen Gemeinen als Entwurf. Herausgegeben vom Kgl. Consistorium der Provinz Brandenburg, Berlin, 1869
- Anweisung, die nothwendigsten weiblichen Handarbeiten schulgerecht anzufertigen. Entworfen von den Handarbeitslehrerinnen der königlichen Augustaschule zu Berlin. Hrsg. [und mit einer Einleitung versehen] von A. Merget. 3. verbesserte Auflage. Plahn, Berlin 1874
- Kleine Gesangbuchkunde, Hymnologie für höhere Schulen. Plahn, Berlin 1876
- Kurzgefasste Bibelkunde für Lehrer und Lehrerinnen an Bürger- und höheren Töchterschulen. 3., verbesserte Auflage. Plahn, Berlin 1878